# Перес, Оскар
Оскар Альберто Перес (исп. Óscar Alberto Pérez; 7 апреля 1981, Каракас, Венесуэла — 15 января 2018, там же) — венесуэльский офицер полиции и лидер повстанцев. Известен ответственностью за угон вертолёта и обстрел здания МВД в Каракасе в ходе протестов и конституционного кризиса в Венесуэле 2017 года.

## Биография

### Ранняя жизнь
Родился в 1981 году в Каракасе, вырос там же. Его мать Аминта Роза Перес была представительницей среднего класса. Имени своего биологического отца Оскар никогда не знал.

### Карьера
Перес начал свою карьеру в правоохранительных органах в 2000 году.   Служил следователем в  корпусе уголовного розыска и  департаменте  судебно-медицинской экспертизы Венесуэлы. Позднее он стал членом бригады специальных действий (BAE), являясь высококвалифицированным специалистом по оружию и начальником вертолётных операций для CICPC. Он часто демонстрировал свои навыки оружия в социальных сетях.
Работая с низшими слоями венесуэльского общества, Перес также принял решение оказывать им посильную помощь вне службы и сотрудничал с несколькими благотворительными организациями.
В 2015 году он снялся в ленте «Отложенная смерть» (исп. Muerte Suspendida) режиссёра Оскара Риваса Гамбоа, сыграв там главную роль.

### Личная жизнь
В 2001 году Оскар Перес женился на девушке по имени Данаис Вивас. У пары было трое детей. Несмотря на католическое воспитание, в 2008 году он перешёл в евангелизм.

### Участие в массовых протестах
28 июня 2017 года был обвинён президентом Венесуэлы Николасом Мадуро в угоне вертолёта, принадлежащего подразделению научно-технического и криминалистического анализа венесуэльской полиции. Также Перес произвёл порядка пятнадцати выстрелов по зданию Министерства внутренних дел Венесуэлы и сбросил несколько гранат на здание Верховного суда страны. Находившиеся на борту вертолёта развернули транспарант с отсылкой к 350-й статье Конституции Венесуэлы. Эта статья позволяет гражданам бороться против ущемления их прав.
23 ноября 2017 года Перес появился на интернет-видео. Он сидел рядом с человеком, который критиковал коррупцию боливарианского правительства. По завершении видео Перес поделился своими словами, требуя возобновления протестов венесуэльского народа, заявив, что «генералы без войск — это никто».
18 декабря Оскар Перес украл 26 винтовок и 3 автоматических пистолета из командования Национальной гвардии в Лос-Тексе, штат Миранда, обезоружив и связав национальных гвардейцев.

### Смерть
15 января 2018 года венесуэльская армия и национальная гвардия Венесуэлы начали операцию по захвату Оскара Переса, который был задержан в западном районе Каракаса Эль-Юнкито. Перес сопротивлялся нападению и размещал видео в Интернете, показывая, что его лицо покрыто кровью, утверждая, что он пытался договориться о капитуляции, но, по его словам, полиция не прекратила стрелять в свою группу. После трёх часов стрельбы Перес и часть его людей были застрелены, а остальные пять были арестованы, полиция также понесла потери с двумя убитыми офицерами и пятью ранеными. Его смерть была подтверждена полицией Венесуэлы на следующий день.